# Stiepnoj (obwód kurski)
Stiepnoj (ros. Степной) – osiedle typu wiejskiego w zachodniej Rosji, w sielsowiecie lebiażenskim rejonu kurskiego w obwodzie kurskim.

## Geografia
Miejscowość położona jest 8 km od centrum administracyjnego sielsowietu (Czeriomuszki), 18 km na południowy wschód od centrum administracyjnego rejonu (Kursk), 14 km od trasy europejskiej E38 (Ukraina – Rosja – Kazachstan).
Klimat
Miejscowość, jak i cały rejon, znajduje się w strefie klimatu kontynentalnego z łagodnym ciepłym latem i równomiernie rozłożonymi opadami rocznymi (Dfb w klasyfikacji klimatów Köppena).

## Demografia
W 2010 r. osiedle nie było zamieszkane.